# Kim Mcauliffe (guitarrista)
Kim McAuliffe, Londres, 13 de maio de 1959 é uma cantora, guitarrista e compositora inglesa, mais conhecida por ser a vocalista, guitarrista rítmica e fundadora da banda de heavy metal feminina Girlschool.

## Biografia
McAuliffe é uma membro fundadora do Girlschool e atuou como front-woman e porta-voz do grupo junto com a guitarrista solo e vocalista Kelly Johnson e a vocalista e baixista Enid Williams.
Com apenas 20 anos, formou à banda Painted Ladies, que seria o embrião da banda que a tornaria conhecida, Girlschool. Em 1978, a banda grava seu primeiro single chamado Take it away e chama a atenção de Lemmy Kilmister da banda Motorhead que as recomenda para a gravadora Bronze Records com a qual assinam contrato em 1979.
Em 1980, vem o primeiro LP das Girlschool, Demolition no qual a banda atingiu o estrelato. Desse álbum destacam-se as faixas Emergency e Race with the devil. Em 1981, a banda grava seu álbum de maior sucesso que atingiu mais ainda o estrelato, Hit and Run do qual saem os sucessos C´mon Let's go, Yeah Right, a faixa título e um cover da canção Tush da banda estadunidense ZZ Top. As composições são assinadas em sua maioria por McAuliffe junto com Kelly Johnson e Enid Williams.
Mas infelizmente, a banda saiu do estrelato de 1º lugar de vendas de disco e o estrelato da banda caiu para 2º lugar de vendas de disco em 1982 com o 3º disco Screaming Blue Murder devido a saida da baixista original Enid Williams que foi substituida por Gil Weston, ex-baixista da banda de punk rock The Killjoys. E em 1983 vem o quarto Lp da banda, Play Dirty, o qual foi considerado um fracasso de vendas de disco devido a decepção dos fãs por motivo da banda de querer fazer um album muito comercial. Ao lado de Enid Williams e da baterista Denise Dufort, McAuliffe jamais deixou o lune-up atual do Girlschool que ainda continua atingindo o estrelato junto com a guitarrista atual Jackie Chambers, estabelecendo assim a formação que se mantém até hoje.
Recentemente, o Girlschool lançou o seu 13º álbum de estudio intitulado Guilty as Sin.